# Eulepidotis striaepuncta
Eulepidotis striaepuncta là một loài bướm đêm trong họ Erebidae.